# Městské divadlo ve Štětíně
Městské divadlo (německy: Stadttheater) bylo divadlo fungující od roku 1849 do druhé světové války ve Štětíně na Königsplatz 13 (později Náměstí Polského vojáka).

## Historie
Reprezentativní budova Městského divadla byla postavena v letech 1846–1849 na místě bývalého „bílého náměstí průvodu“, které bylo postaveno v polovině 18. století po zasypání středověkého příkopu a původně sloužilo jako cvičiště pro armádu, a od 15. února 1768 bylo majetkem města. Budovu navrhl německý architekt a stavitel mnoha divadelních a operních budov Carl Ferdinand Langhans.
Tehdejší sdružení obchodníků ve Štětíně mělo po dlouhou dobu divadlo (jak potvrzují zdroje nejméně 150 let), které se nacházelo v jedné z budov v zadní části pozemku přiléhající k Loitzovu nádvoří a patřící k Námořníkovu domu. Vzhledem k malé místnosti a životním nákladům nařídilo vedení sdružení (ekvivalent cechu starých obchodníků) v roce 1792 přestavbu budovy ve dvoře na novou budovu nazvanou Comedienhaus se vstupem ze Szewské ulice, která sloužila štětínské veřejnosti až do roku 1849.
Dne 2. října 1844 poslala radnice ve Štětíně dopis vedoucím sdružení obchodníků s královskou licencí na údržbu městského divadla a požádala je, aby zvážili stavbu nového divadla na náměstí sousedící s ulicemi Mariackou a Farnou. Rozhodnutí postavit nové divadlo učinili představitelé obchodní korporace až 3. dubna 1846. Po získání příslušných povolení byla 17. prosince 1846 slavnostně zaseknuta „první lopata“. Již na začátku stavby nastaly problémy s pokládáním základů, protože budova byla postavena v bývalém příkopu. Stavba byla proto dokončena až 21. října 1849 slavnostním představením tragédie „Egmont“ básníka a dramatika Johanna Wolfganga von Goetheho. Před budovou divadla byla oficiálně odhalena socha krále Fridricha Viléma III. Vzhledem k vysokým nákladům na údržbu prodalo sdružení obchodníků budovu městu za 120 000 marek, které při nákupu předem předpokládalo, že budova bude muset být přestavěna a modernizována.
V únoru 1899 byl vypracován projekt na vybudování vestibulu před budovou městského divadla. Autorem návrhu byl německý architekt Franz Schwechten. Stavba začala 21. dubna a byla dokončena 15. října 1899, kdy byl postaven monumentální vstup s charakteristickými věžičkami a byla přidána zákulisí. V letech 1905–1906 byly k části budovy divadla, kde se nacházelo jeviště, přidány skladovací a kancelářské prostory. V letech 1924–1925 byly na severní straně budovy (v části s jevištěm) přidány restaurační místnosti. V roce 1929 byly v zákulisní části divadla přestavěny kanceláře a šatny.
V důsledku kobercového náletu během druhé světové války 17. srpna 1944 byly poškozeny horní části budovy a částečně vyhořel interiér.
Budova divadla potřebovala rekonstrukci. Během funkčního období prvního polského primátora Štětína Piotra Zaremby bylo rozhodnuto o jeho demolici. Podle jeho názoru blokoval výhled na Odru.
| „               | Bylo nutné odhalit jedinečný pohled z náměstí Vojáka na kopec, Odru, přistav a zabránit rekonstrukci ruin starého, více než sto let starého divadla, blokujícího perspektivu. | “ |
| — Piotr Zaremba | |   |

Ředitelství pro rekonstrukci Štětína nicméně proti vůli primátora připravilo projekt rekonstrukce objektu. Rekonstrukce bohužel nebyla schválena a budova divadla byla v roce 1954 definitivně zbořena. Do konce 70. let 20. století zůstalo divadelní náměstí nerozvinuté. V roce 1978 byly zahájeny práce na stavbě Hradní cesty, která rozdělila náměstí kolem divadla na dvě části.